# وال کیلمر
وال ادوارد کیلمر (به انگلیسی: Val Kilmer؛ ۳۱ دسامبر ۱۹۵۹ – ۱ آوریل ۲۰۲۵) بازیگر آمریکایی بود.

## زندگی
کیلمر در لس آنجلس زاده شد و پدر او یوجن کیلمر و مادرش گلادیس نام داشت. هنگامی که وی ۹ سال داشت، آن‌ها از هم طلاق گرفتند. خانوادهٔ او از نژادهای اسکاتلندی، ایرلندی، یهودی، چروکی، سوئدی، آلمانی و از یک نژاد دورِ مغولی بوده‌اند. با این حال دین کیلمر مسیحیت بود. کیلمر در نوجوانی وارد هالیوود شد.

## بیماری سرطان
وال کیلمر در مهٔ ۲۰۱۷ در گفتگو با وبگاه ردیت تأیید کرد که به سرطان مبتلا است. او پیش‌تر پس از افشاگری ماجرای سرطان توسط مایکل داگلاس بارها این خبر را تکذیب کرده‌بود. او در این گفتگو گفت که معالجات پزشکی موفق بوده و سرطانش درمان شده است. اما دیگر به‌طور طبیعی قادر به حرف زدن نیست و مجبور است از یک دستگاه شبیه‌ساز صدا استفاده‌کند. وی همچنین به کمک تیوپ غذا می‌خورد زیرا ۷۰ درصد مِری و نای او بر اثر سرطان از بین رفته‌اند. او در فیلم تاپ گان ماوریک شخصیت خلبان تاپگان «آیس» را بازی کرد که دچار سرطان حنجره شد. کیلمر در فیلم به جز چند جملهٔ کوتاه از طریق تایپ دیالوگ‌های خود را بیان می‌کرد.

## درگذشت
کیلمر در ۱ آوریل ۲۰۲۵ در سن ۶۵ سالگی بر اثر ذات الریه در لس آنجلس، کالیفرنیا درگذشت.

## فیلم‌شناسی

### فیلم
| سال  | عنوان                            | نقش                                   | یادداشت |
| ---- | -------------------------------- | ------------------------------------- | --- |
| ۱۹۸۴ | فوق سری!                         | نیک ریورز                             | |
| ۱۹۸۵ | نابغه واقعی                      | کریس نایت                             | |
| ۱۹۸۶ | تاپ گان                          | ستوان تام "مرد یخی" کازانسکی          | |
| ۱۹۸۸ | بید                              | مادمارتیگان                           | |
| ۱۹۸۹ | مرا دوباره بکش                   | جک اندروز                             | |
| ۱۹۹۱ | دورز                             | جیم موریسون                           | نامزد – جایزه انجمن منتقدان فیلم شیکاگو برای بهترین بازیگر مرد نامزد – جایزه سینمایی ام‌تی‌وی برای بهترین بازیگر در یک فیلم |
| ۱۹۹۲ | رعد دل                           | مأمور اف‌بی‌آی ری لووی                  | |
| ۱۹۹۳ | مک‌کوی واقعی                      | جی. تی بارکر                          | |
| ۱۹۹۳ | توم‌استون                         | داک هالیدی                            | نامزد – جایزه سینمایی ام‌تی‌وی برای بهترین بازیگر در یک فیلم نامزد – جایزه سینمایی ام‌تی‌وی برای مطلوب‌ترین مرد                |
| ۱۹۹۳ | داستان عاشقانه واقعی             | الویس پرسلی                           | |
| ۱۹۹۵ | بتمن برای همیشه                  | بروس وین / بتمن                       | نامزد – جایزه سینمایی ام‌تی‌وی برای مطلوب‌ترین مرد مایکل کیتون از بتمن (۱۹۸۹) و بازگشت بتمن (۱۹۹۲) را جایگزین کرد            |
| ۱۹۹۵ | مخمصه                            | کریس شیهرلیس                          | نامزد – جایزه ساترن برای بهترین بازیگر نقش مکمل مرد نامزد – جایزه سینمایی ام‌تی‌وی برای مطلوب‌ترین مرد                       |
| ۱۹۹۵ | بال‌های شجاعت                     | ژان مرموز                             | |
| ۱۹۹۶ | جزیره دکتر مورو                  | مونتگومری                             | |
| ۱۹۹۶ | شبح و ظلمت                       | سرهنگ جان هنری پترسن                  | |
| ۱۹۹۶ | دختر مرده                        | دکتر دارک                             | |
| ۱۹۹۷ | قدیس                             | سیمون تمپلار                          | |
| ۱۹۹۸ | شاهزاده مصر                      | موسی / خدا                            | صدا |
| ۱۹۹۹ | در اولین نگاه                    | ویرجیل "ویرگ" آدامسون                 | |
| ۱۹۹۹ | پادشاه جو                        | باب هنری                              | |
| ۲۰۰۰ | پولاک                            | ویلم دکونینگ                          | |
| ۲۰۰۰ | سیاره سرخ                        | رابی گالاگر، مهندس                    | |
| ۲۰۰۲ | دریای سالتون                     | دنی پارکر / تام ون آلن                | |
| ۲۰۰۲ | پول کثیف                         | مأمور اف‌بی‌آی مارک سی کورنل            | فیلم ویدئویی |
| ۲۰۰۳ | سرزمین عجایب                     | جان هولمز                             | |
| ۲۰۰۳ | گم‌شده                            | ستوان جیم دوچارم                      | |
| ۲۰۰۳ | افق کور                          | فرانک کاوانا                          | |
| ۲۰۰۳ | نقابدار و ناشناس                 | جانور رانگلر                          | |
| ۲۰۰۴ | بازیافته                         | استاد توپخانه گروهبان جان/ بابی اسکات | |
| ۲۰۰۴ | ایالتی                           | گروهبان ستاد اسکیر                    | |
| ۲۰۰۴ | اسکندر                           | فیلیپ دوم مقدونی                      | |
| ۲۰۰۴ | جرج و اژدها                      | ال کابیلو                             | حضور افتخاری |
| ۲۰۰۵ | شکارچیان ذهن                     | مأمور اف‌بی‌آی جیک هریس                 | |
| ۲۰۰۵ | بوس بوس بنگ بنگ                  | پری ون شریک / "گی پری"                | جایزه ستلایت برای بهترین بازیگر نقش مکمل مرد – فیلم سینمایی نامزد – جایزه ساترن برای بهترین بازیگر نقش مکمل مرد           |
| ۲۰۰۶ | عشق تابستانی                     | مرد تحت تعقیب                         | فیلم ویدیوئی |
| ۲۰۰۶ | مسکو صفر                         | آندری                                 | فیلم ویدیوئی |
| ۲۰۰۶ | دهم و گرگ                        | مورتا                                 | فیلم ویدیوئی |
| ۲۰۰۶ | بازی‌شده                          | دیلون                                 | فیلم ویدیوئی |
| ۲۰۰۶ | دژا وو                           | مأمور اندرو پریزوارا                  | |
| ۲۰۰۶ | ده فرمان: موزیکال                | حضرت موسی                             | |
| ۲۰۰۷ | رویا داشته باشید، سفر خواهید کرد | هندرسون                               | |
| ۲۰۰۸ | توطئه                            | مک فرسون                              | فیلم ویدیوئی |
| ۲۰۰۸ | تبهکار                           | جان اسمیت                             | فیلم ویدیوئی |
| ۲۰۰۸ | دلگو                             | بوگاردوس                              | صدا |
| ۲۰۰۸ | ۲:۲۲                             | ماز                                   | فیلم ویدیوئی |
| ۲۰۰۸ | روز کلمب                         | جان                                   | همچنین تهیه‌کننده |
| ۲۰۰۸ | استاد عشق                        | خودش                                  | کامئو |
| ۲۰۰۹ | آزمایش هرج و مرج                 | جیمز پتیس                             | فیلم ویدیوئی |
| ۲۰۰۹ | خیابان‌های خون                    | کارآگاه اندی دورو                     | فیلم ویدیوئی |
| ۲۰۰۹ | گاوچران آمریکایی                 | تاد اینگلبرینک                        | |
| ۲۰۰۹ | ذوب‌شدن                           | دکتر دیوید کروپن                      | فیلم ویدیوئی |
| ۲۰۰۹ | ستوان بد: بندر نیواورلئان        | کارآگاه استیوی پرویت                  | |
| ۲۰۰۹ | سخت‌افزار                         | ویرژیل                                | فیلم ویدیوئی |
| ۲۰۰۹ | هویت دوگانه                      | دکتر نیکلاس پینتر                     | فیلم ویدیوئی |
| ۲۰۱۰ | مسافر                            | غریبه / آقای هیچ‌کس                    | فیلم ویدیوئی |
| ۲۰۱۰ | بلادورث                          | وارن بلادورث                          | |
| ۲۰۱۰ | مک‌گروبر                          | دیتر فون کانث                         | |
| ۲۰۱۰ | تفنگ                             | فرشته                                 | فیلم ویدیوئی |
| ۲۰۱۱ | کشتن مرد ایرلندی                 | کارآگاه جو مندیتسکی                   | |
| ۲۰۱۱ | خونریزی                          | آرتورو                                | فیلم ویدیوئی |
| ۲۰۱۱ | ۵ روز جنگ                        | روزنامه‌نگار هلندی                     | |
| ۲۰۱۱ | تویکست                           | هال بالتیمور                          | |
| ۲۰۱۲ | هفت زیرین                        | مک کورمیک                             | فیلم ویدیوئی |
| ۲۰۱۲ | انتقام وایات ارپ                 | وایات ارپ                             | فیلم ویدیوئی |
| ۲۰۱۲ | بعد چهارم                        | هکتور                                 | |
| ۲۰۱۲ | بی نفس                           | دیل                                   | فیلم ویدیوئی |
| ۲۰۱۳ | معما                             | کلانتر ریچاردز                        | فیلم ویدیوئی |
| ۲۰۱۳ | هواپیماها                        | براوو                                 | صدا |
| ۲۰۱۳ | ایستادگی                         | هافستدر                               | |
| ۲۰۱۳ | پالو آلتو                        | استوارت                               | |
| ۲۰۱۴ | تام سایر و هاکلبری فین           | مارک تواین                            | |
| ۲۰۱۷ | ترانه به ترانه                   | دوان                                  | |
| ۲۰۱۷ | آدم‌برفی                          | گرت رافتو                             | |
| ۲۰۱۷ | سوپر                             | والتر                                 | |
| ۲۰۱۸ | اولین تولد                       | بایدن                                 | |
| ۲۰۱۹ | ریبوت جی و باب ساکت              | خودش / ریبوت بلانتمتن                 | کامئو |
| ۲۰۱۹ | سینما تواین                      | مارک تواین                            | نسخه سینمایی نمایش صحنه‌ای تک نفره او از شهروند تواین.                                                                     |
| ۲۰۲۰ | انتقام یک سرباز                  | سی جی کانر                            | |
| ۲۰۲۰ | منفعت                            | کلانتر تاکر                           | |
| ۲۰۲۱ | کیک تولد                         | عمو آنجلو                             | |
| ۲۰۲۱ | وال                              | خودش                                  | مستند |
| ۲۰۲۲ | تاپ گان: ماوریک                  | دریاسالار تام «مرد یخی» کازانسکی      | |

### تلویزیون
| سال       | عنوان                      | نقش                             | یادداشت                                 |
| --------- | -------------------------- | ------------------------------- | --------------------------------------- |
| ۱۹۸۶      | قتل در خیابان سردخانه      | فیلیپ هورون                     | فیلم تلویزیونی                          |
| ۱۹۸۷      | مردی که ۱۰۰۰ زنجیر را شکست | رابرت الیوت برنز / الیوت رابرتز | فیلم تلویزیونی نامزد – جایزه کیبل‌ای‌سی‌ئی |
| ۱۹۸۹      | بیلی بچه                   | بیلی د کید                      | فیلم تلویزیونی                          |
| ۲۰۰۰      | پخش زنده شنبه شب           | خودش                            | اپیزود: «Val Kilmer/U2»                 |
| ۲۰۰۳      | میکی پالوزا                | خودش                            | برنامهٔ ویژه تلویزیونی                   |
| ۲۰۰۴      | دارودسته                   | شرپا                            | اپیزود: «The Script and the Sherpa»     |
| ۲۰۰۷      | اعداد                      | میسون لنسر                      | اپیزود: «Trust Metric»                  |
| ۲۰۰۸      | ماه کومانچ                 | اینیش اسکال                     | ۳ اپیزود؛ همچنین تولیدکننده وابسته      |
| ۲۰۰۸      | سیزدهم                     | مانگوس                          | ۲ اپیزود                                |
| ۲۰۰۸–۲۰۰۹ | نایت رایدر                 | کیت                             | صدا ۱۸ اپیزود                           |
| ۲۰۱۳      | زندگی خیلی کوتاه است       | خودش                            | اپیزود: «Special»                       |
| ۲۰۱۳      | دختران شبح                 | شیرینیور جکسون                  | ۲ اپیزود                                |
| ۲۰۱۴      | غنایم بابل                 | ژنرال کولیف                     | ۳ اپیزود                                |
| ۲۰۱۴      | غیب‌گو                      | کارآگاه دابسون                  | اپیزود: «The Break-Up»                  |
| ۲۰۲۱      | نمایش چو The Choe Show     | خودش                            |                                         |

### تئاتر
| سال  | عنوان                        | نقش        | محل                      |
| ---- | ---------------------------- | ---------- | ------------------------ |
| ۱۹۸۱ | هنری چهارم، بخش اول          | هات‌سپور    | تئاتر دلاکورت، آف-برادوی |
| ۱۹۸۳ | پسران اسلب                   | آلن داونی  | تئاتر پلی‌هاوس، برادوی    |
| ۱۹۹۲ | افسوس که او یک فاحشه است     | جیووانی    | تئاتر عمومی، آف-برادوی   |
| ۲۰۰۴ | ده فرمان: موزیکال            | موسی       | تئاتر کداک، لس آنجلس     |
| ۲۰۰۵ | پستچی همیشه دو بار زنگ می‌زند | فرانک      | تئاتر پلی‌هاوس، لندن      |
| ۲۰۱۲ | شهروند تواین Citizen Twain   | مارک تواین | لژ ماسونی، لس آنجلس      |

### بازی‌های ویدیویی
| سال  | عنوان                 | صداپیشه    |
| ---- | --------------------- | ---------- |
| ۲۰۱۱ | مرد عنکبوتی: لبه زمان | واکر اسلون |

### Music videos
| سال  | عنوان                          | نقش  | یادداشت               |
| ---- | ------------------------------ | ---- | --------------------- |
| ۲۰۱۲ | «بهترین بودن» «To Be the Best» | خودش | تینیشس دی             |
| ۲۰۱۶ | «حیوانات» «Animals»            | خودش | وان‌اوهتریکس پوینت نور |